# Шакратов, Сержан Ыскакулы
Сержан Ыскакулы Шакратов (каз. Сержан Ысқақұлы Шәкіратов; род. 29 июня 1939, Мангистауский район, Мангистауская область, Казахская ССР, СССР) — выдающийся казахский кюйши, виртуозный домбрист, музыкальный педагог, профессор. Заслуженный работник Республики Казахстан (1995).

## Биография
Родился 29 июня 1939 года в Мангистауском районе Мангистауской области.
В 1961 году окончил факультет журналистики Казахского государственного университета им. С. М. Кирова.
С 1961 по 1965 годы — редактор газеты «Жаңа өмір» Мангистауского района.
С 1965 по 2003 годы — работал в социальном департаменте АО «Мангистаумунайгаз».
Сержан Шакратов внес большой вклад в возрождение и реставрацию кюев, ставших забытыми легендами. Мастер-исполнитель токпе кюев, выдающийся представитель обычаев Мангистау.
Побывал с гастролями не только в республиках СССР, но и в Болгарии, Венгрии, Польше, Чехословакии, Югославии, на Кубе, в Финляндии, во Франции, в Италии, США, на Филиппинах.

## Награды и звания
- Указом Президента Республики Казахстан от 1995 года награждён почетным званием «Заслуженный работник Республики Казахстан».
- Почётный профессор Казахской национальной консерватории им. Курмангазы (1999).[3]
- Орден Курмет за большой вклад в развитие казахского национального кюя и активную общественную деятельность.
- Почётный гражданин Мангистауской области (2012) и города Актау.
- Почётная грамота Мангистауской области (трижды) и др.[4]
- Награждён правительственными и юбилейными медалями Республики Казахстан.
- Орден Парасат (2019)[5]
- 2024 (23 октября) — Орден «Барыс» I степени.[6]